# Sheldon (Iowa)
Sheldon – miasto w Stanach Zjednoczonych, w stanie Iowa, w hrabstwach O’Brien i Sioux. Zgodnie ze spisem statystycznym z 2000 roku, miasto liczyło 4914 mieszkańców.